# Aubréville

Aubréville este o comună în departamentul Meuse din nord-estul Franței. În 2010 avea o populație de 409 de locuitori.

## Evoluția populației
| An        | 1975 | 1982 | 1990 | 1999 | 2006 | 2010 |
| --------- | ---- | ---- | ---- | ---- | ---- | ---- |
| Populație | 355  | 359  | 387  | 383  | 395  | 409  |